# 针灯心草
针灯心草（学名：Juncus wallichianus）为灯心草科灯心草属的植物。分布于朝鲜、日本、俄罗斯远东地区以及中国大陆的甘肃、东北、内蒙古、山东等地，生长于海拔1,130米至1,680米的地区，多生长于河边以及沼泽草甸，目前尚未由人工引种栽培。

## 扩展阅读
- 維基物種上的相關：针灯心草